# Aculeola
Aculeola is een monotypisch geslacht van kraakbeenvissen uit de familie van de Etmopteridae (volgens oudere inzichten de familie Dalatiidae) en de orde van doornhaaiachtigen (Squaliformes). 

## Soort
- Aculeola nigra de Buen, 1959 – Haaktandlantaarnhaai